# میکلا کوئل
میکلا ئی‌وورابا بواکه-کالینسن FRSL (انگلیسی: Michaela Ewuraba Boakye-Collinson؛ زادهٔ ۱ اکتبر ۱۹۸۷) که به‌طور حرفه‌ای با نام میکلا کوئل (انگلیسی: Michaela Coel) شناخته می‌شود، بازیگر، فیلم‌ساز و شاعر بریتانیایی است.

## اوایل زندگی
میکلا ئی‌وورابا بواکه-کالینسن در شرق لندن زاده شده‌است. پدر و مادرش غنایی هستند. او و خواهرش توسط مادرش در شرق لندن عمدتاً در منطقه‌های هکنی و تاور هملتس بزرگ شدند. او در مدارس کلیسای کاتولیک در شرق لندن تحصیل کرد، و گفته‌است که در دوران دبستان، دانش آموزان دیگر را مورد زورگویی قرار می‌داد و ادعا می‌کند که این کار به دلیل انزوای او در میان همسالانش به عنوان تنها دانش آموز سیاه‌پوست بوده‌است.

## آثار
- Coel, Michaela (2013). Chewing Gum Dreams (UK ed.). London: Oberon Books Ltd. ISBN 978-1-78319-014-0. OCLC 870600609.
- Coel, Michaela (2021). Misfits: A Personal Manifesto (UK ed.). London: Ebury Press. ISBN 978-1-5291-4825-1. OCLC 1246284580.